# Living for Love
Living for Love è un brano registrato dalla cantante statunitense Madonna per il suo tredicesimo album in studio, Rebel Heart.
Il brano, pubblicato il 20 dicembre 2014 come singolo di lancio dell'album, è stato scritto da Madonna, Alicia Keys, Nick Rowe, MoZella, Toby Gad, ed Ariel Rechtshaid, ed è stata prodotta da Madonna e Diplo.
Il brano ha raggiunto i vertici di numerosi paesi della classifica di iTunes.
Dean Piper, che scrive per il The Daily Telegraph ha affermato che la canzone possiede "alcune delle caratteristiche classiche di Madonna, facendo riferimento ai riferimenti religiosi, al coro gospel, e per l'uso del pianoforte e del basso. Il brano, inoltre, è stato messo a paragone con alcuni dei singoli più famosi della cantante, in particolare è stato paragonato a Like a Prayer e Express Yourself, da Jason Lipshutz.

## Pubblicazione
La versione demo di Living for Love è trapelata su internet nel dicembre 2014 insieme ad altre dodici canzoni registrate da Madonna per il suo tredicesimo album di inediti.

## Video
Il video ufficiale è stato pubblicato sull'app Snapchat il 5 febbraio 2015 e cancellato 24 ore dopo secondo la politica della app che prevede la cancellazione dei contenuti poco dopo essere stati visti. Dal 6 febbraio è stato reso disponibile sul canale YouTube e Vevo.

## Esibizioni
La canzone è stata eseguita live per la prima volta l'8 febbraio 2015 alla cinquantasettesima edizione dei Grammy Awards. Una seconda esibizione è stata fatta il 25 febbraio ai Brit Awards.

## Tracce
Download digitale
1. Living for Love – 3:38

German CD single
1. Living for Love – 3:38
2. Living for Love (Offer Nissim Living For Drama Mix) – 5:09

Download digitale – remixes
1. Living for Love (Djemba Djemba Club Mix) – 5:47
2. Living for Love (Erick Morillo Club Mix) – 6:12
3. Living for Love (Thrill Remix) – 5:11
4. Living for Love (Offer Nissim Living For Drama Mix) – 6:33
5. Living for Love (Offer Nissim Dub) – 7:15
6. Living for Love (DJ Paulo Club Mix) – 8:14
7. Living for Love (Mike Rizzo's Funk Generation Club) – 7:02
8. Living for Love (Dirty Pop Remix) – 4:58

## Classifiche
| Classifica (2014-15) | Posizione massima |
| -------------------- | ----------------- |
| Belgio (Vallonia)    | 43                |
| Canada               | 92                |
| Cile                 | 24                |
| Finlandia            | 7                 |
| Francia              | 50                |
| Germania             | 40                |
| Giappone             | 11                |
| Irlanda              | 79                |
| Italia               | 30                |
| Regno Unito          | 26                |
| Spagna               | 21                |
| Svizzera             | 49                |